# NGC 5716
NGC 5716 (również PGC 52458) – galaktyka spiralna z poprzeczką (SBc), znajdująca się w gwiazdozbiorze Wagi. Odkrył ją William Herschel 7 maja 1787 roku.